# Johann Wilhelm Klein
Johann Wilhelm Klein (Alerheim, Nördlingennél 1765. április 11. – Bécs, 1848. május 12.) német jogász, majd osztrák gyógypedagógus, a látássérültek gyógypedagógiájának egyik jeles, úttörő művelője.

## Életpályája
Német területen született, tanulmányait ott végezte, Stuttgartban folytatott jogi tanulmányokat. Az alerheimi herceg titkára és legbensőbb tisztségviselője lett. Kapcsolatba került a szegénygondozással is, ekkor kezdte tapasztalni a vak emberek súlyos társadalmi beilleszkedési zavarait. A napóleoni háborúk miatt Bécsbe került, az ottani nyugodtabb élet, s II. József császár felvilágosult eszméi is vonzották (bár az ő uralkodása már 1790-ben véget ért). Vak emberek tanításával kezdett foglalkozni Bécsben, 1802-ben megismerkedett Franz Gaheis csökkent látásúaknak készített intézmény-tervével, 1804-ben elindította tanítási kísérletét vakokkal, 1805-ben már megtartotta az első nyilvános vizsgát. 1810-ben a bécsi egyetemen Vincenz Eduard Milde tanítványaként vizsgázott pedagógiából, s ugyanebben az évben elvégzett egy tanítói tanfolyamot is.
Johann Wilhelm Klein részletes tanrendet, tantervet készített a vakok tanításához, amit (1837-ben) nyomtatásban is kiadott. Az általa kialakított vonalrendszerű Klein-írás még a 20. században is elterjedten használt volt. A Klein-írás a látók és a látássérült személyek által egyaránt jól írható, olvasható. „Az ólomtömbök végén a latin nyomtatott nagy betűknek megfelelően tűk találhatók. A tűk lenyomatát a papír hátoldalán tapintással lehet olvasni. Nehézség, hogy a betűket íráskor a papíron ellentétes irányban - tükörképben - kell elhelyezni.”

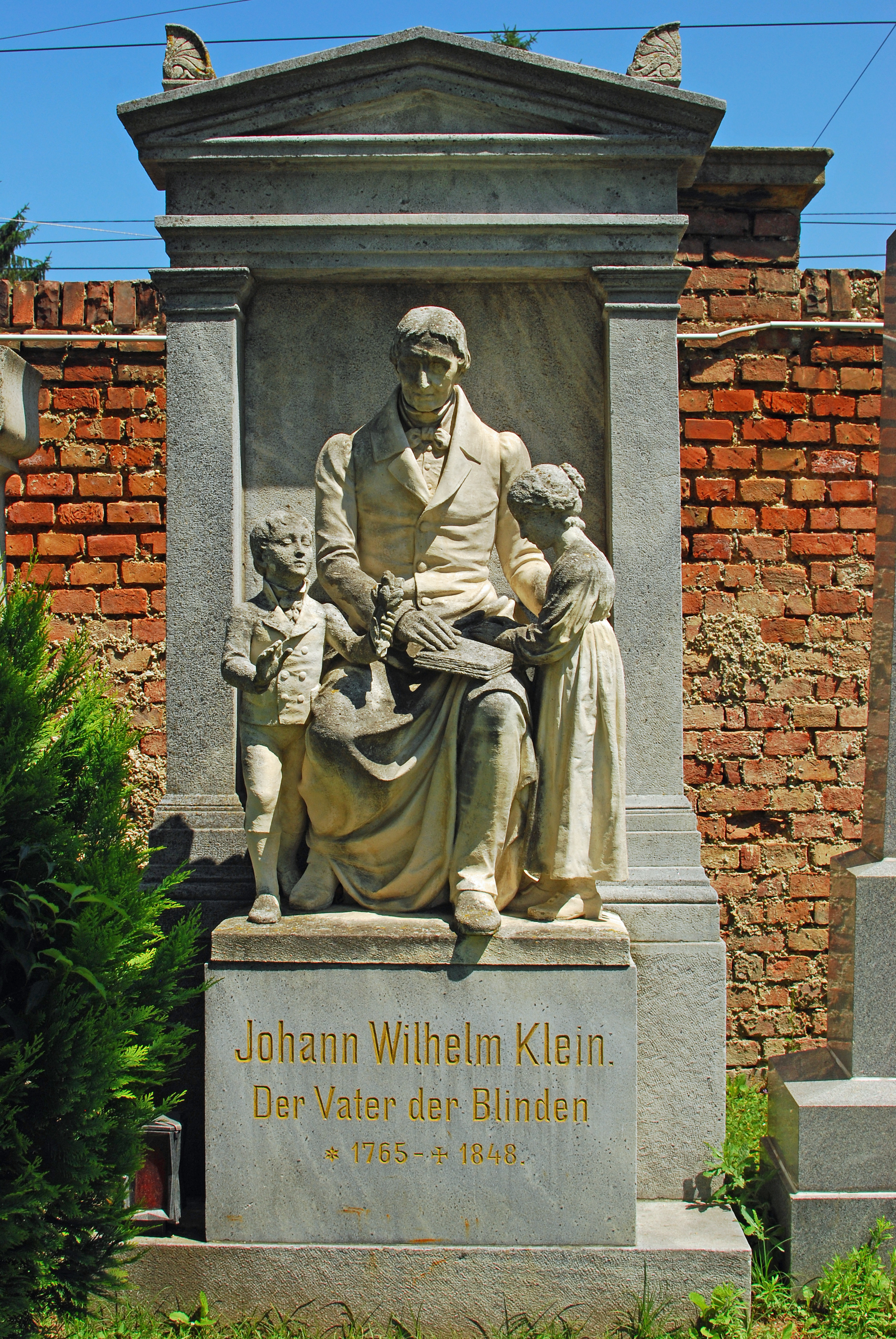
A vakok atyjának emlékműve Bécsben

Johann Wilhelm Klein idejében Bécs volt a vakok képzése iránt érdeklődők Mekkája, őt tekintették a vakok atyjának: „Vater der Blinden”. Ezt a szöveget olvashatjuk a Bécsi Központi Temetőben tiszteletére állított monumentális emlékművön is. Beitl Rafael cseh származású tanító, a vakok első magyarországi intézetének megszervezője és igazgatója (1825-1833) is Johann Wilhelm Klein intézetében tanult.

## Munkái (válogatás)
- Lehrbuch zum Unterricht der Blinden. Wien, 1819
- Geschichte des Blinden-Unterrichtes und der Blinden gewidmeten Anstalten. Wien, 1837